# Jedenáctý Doktor
Jedenáctý Doktor je inkarnace Doktora, hlavního protagonisty britského sci-fi seriálu Doctor Who (česky také Pán času). Tuto postavu ztvárnil Matt Smith, kterému v době castingu bylo pouze 26 let, a tak se stal nejmladším představitelem postavy Doktora (údaj aktuální v roce 2015). Do té doby nejmladšímu herci postavy Doktora, Peteru Davisonovi, bylo v době castingu 29 let. V Česku tuto postavu daboval Libor Bouček.

## Postava

### Oblečení
Během jeho první epizody, „The Eleventh Hour“ (Jedenáctá hodina), nosí Doktor zbytky oblečení Desátého Doktora, které bylo poškozeno při požáru TARDIS během jeho regenerace. Díky tomuto oblečení si vysloužil od své nové společnice, Amelie Pondové, přezdívku „The Raggedy Doctor“ (česky Otrhaný Doktor, v seriálu také Otrhanec).
Svůj vlastní oblek získá na konci již zmíněné epizody „Jedenáctá hodina“. Je to hnědé tvídové sako se záplatami na loktech, motýlek, kšandy, černé kalhoty a černé boty. V seriálu často zdůrazňuje svou oblibu motýlků a fezů, říká o nich, že jsou „cool“. Detaily jeho oblečení se v různých epizodách mění. Buď nosí červený motýlek a červené kšandy, nebo modré kšandy a motýlek.
Po odchodu Amy a Roryho v „Angels take Manhattan“ (Andělé dobývají Manhattan) je Doktor ve vánočním speciálu „The Snowmen“ (Sněhuláci) oblečen v dobovém Viktoriánském obleku. V následující epizodě „The Bells of Saint John“ (Zvony svatého Jana) vymění svůj tvídový oblek za hnědý kabát a několik vest a košilí, pochopitelně doplněný motýlkem.

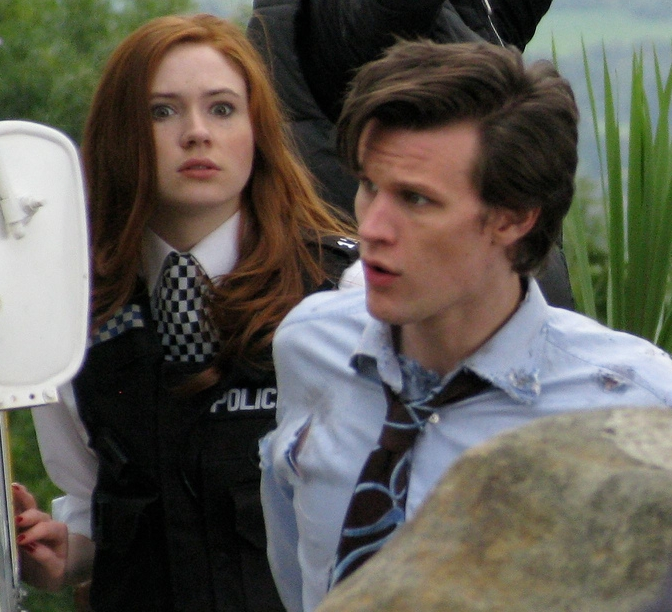
Jedenáctý Doktor v roztrhaných zbytcích oblečení Desátého Doktora

## Účinkování v seriálu

### Pátá série
Jedenáctý Doktor se poprvé objevuje v poslední scéně speciálu „The End of Time Part II“ (Konec času, druhá část), kde Desátý Doktor regeneruje. Jeho první vlastní epizoda je symbolicky nazvaná „The Eleventh Hour“ (Jedenáctá hodina), kde se poprvé setká se svou budoucí společnicí Amélii Pondovou jako malé dítě. Mladou Amélii Pondovou ztvárnila Caitlin Blackwood, sestřenice představitelky dospělé Amélie Pondové, Karen Gillan. Po čtrnácti letech se Doktor vrátí a Amélie (nyní si říká Amy) se k němu přidá jako jeho společnice, a to v předvečer své svatby s Rorym Williamsem (Arthur Darvill). V „The Time of the Angels“ (Čas Andělů) a „Flesh and Stone“ (Z masa a kamene) se znovu setká s River Songovou (Alex Kingston), poprvé v této inkarnaci. V šesté epizodě páté série „The Vampires of Venice“ (Upíři benátští) se k Amy a Doktorovi přidává její přítel Rory Williams, se kterým je Amy zasnoubená. Amy a Rory se vezmou v epizodě „The Big Bang“ (Velký třesk).

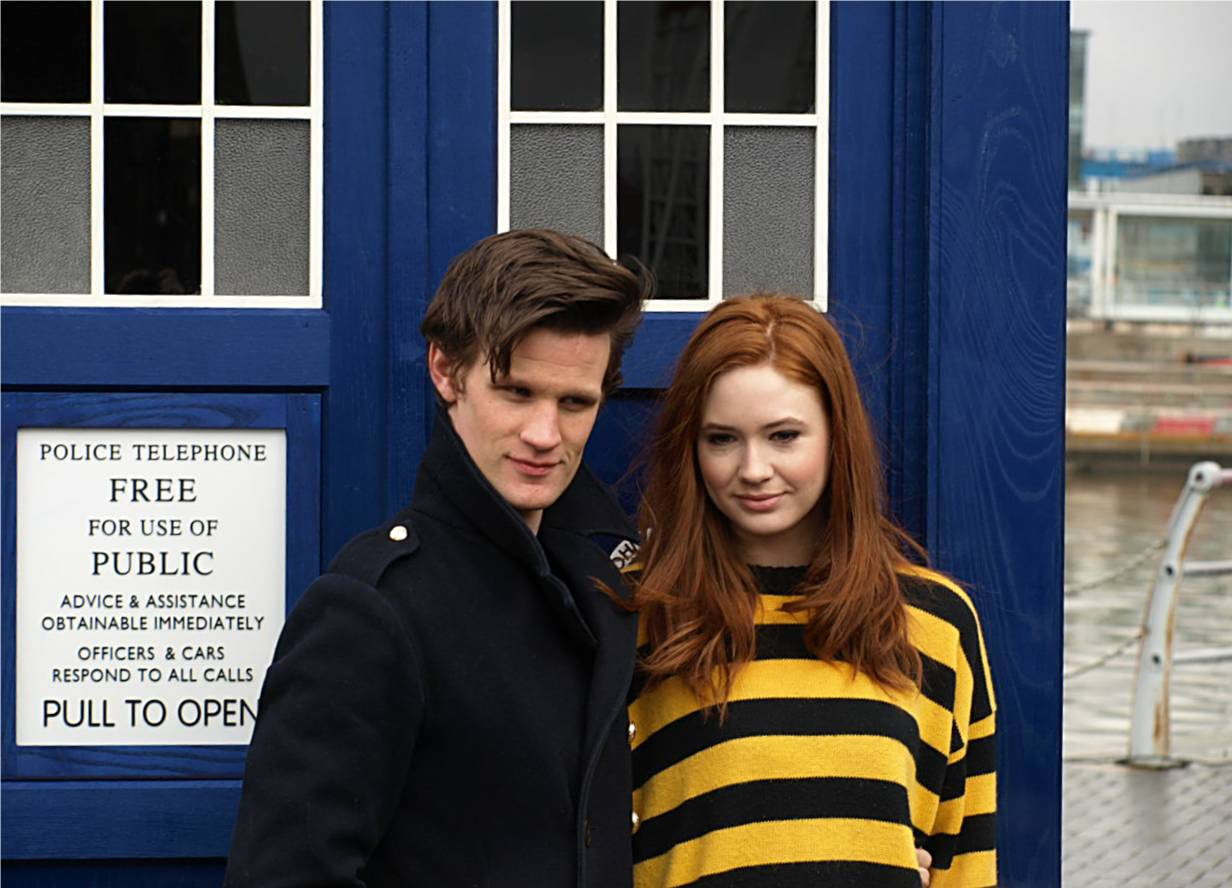
Matt Smith (Doktor) a Karen Gillan (Amy Pondová)

### Šestá série
V šesté sérii plynule navazuje na sérii pátou a začíná vánočním speciálem „A Christmas Carol“ (Vánoční koleda). V „The Impossible Astronaut“ (Nemožný astronaut) a „Day of the Moon“ (Den měsíce) se Amy, Rory a River setkávají s Doktorem z budoucnosti a stávají se svědky jeho smrti. Kolem tohoto tématu se točí příběh šesté série. V „A Good Man goes to War“ Doktor s pomocí svých starých známých zachraňuje Amy z asteroidu „Demon's Run“ (Skrýš démonů), nepodaří se mu však zachránit dceru Amy a Roryho - Melody Pondovou. O ní také zjistí, že má část DNA Pána Času a že se z ní má stát River Songová. V „Let’s kill Hitler“ (Zabijeme Hitlera) se Doktor setkává s mladší verzí River a zjišťuje, že byla předurčena ho zabít náboženskou organizací Ticho. Doktor také zjišťuje okolnosti své smrti. Nějakou dobu mu trvá, než je připravený čelit své smrti. V „The Wedding of River Song“ (Svatba River Songové) vymyslí způsob, jak přelstít svou smrt s pomocí Teselecty – robota schopného měnit svou podobu, ovládají ho zmenšení lidé uvnitř. Doktor a River se vezmou v alternativní realitě způsobené odmítnutím River zabít Doktora, během svatby ji ale Doktor zasvětí do jeho plánu a ona mu pomůže s předstíráním jeho smrti. Doktor se na konci dozvídá od svého přítele Doria Maldovara, že ticho padne, když mu bude položena nejstarší otázka ve vesmíru – „Doktor kdo?“ – na bojištích planety Trenzalore a proto si organizace Ticho přála jeho smrt. Amy a Rory se dozvídají, že přežil, až ve vánočním speciálu „The Doctor, the Widow and the Wardrobe“ (Doktor, vdova a skříň), kde k nim přijde na štědrovečerní večeři.

### Sedmá série
V prvním díle sedmé série, „Asylum of the Daleks“ (Azyl Daleků) Doktor potkává Amy a Roryho, kteří jsou ve fázi rozvodu, během dílu se však usmíří a rozvod zruší. Doktor se zde poprvé setkává s tajemnou Oswin Oswaldovou (hraje ji Jenna Coleman), která zde zemře. Tento scénář se poté opakuje i v dalších epizodách. V „Angels take Manhattan“ (Andělé dobývají Manhattan) Doktor přijde o své společníky Amy a Roryho. Po událostech této epizody následuje speciál „The Snowmen“ (Sněhuláci), kde se ukazuje, že Doktor změnil svůj styl života. Žije nyní ve viktoriánském Londýně, opět se zde setkává s jistou Clarou (Jenna Coleman), Clara zde opět zemře. Doktor si uvědomí, že jde o stejnou osobu v jiné době a rozhodne se ji najít. V další epizodě, „The Bells of Saint John“ (Zvony svatého Jana) uspěje a najde současnou verzi Clary Oswaldové, která se stane jeho společnicí a po zbytek série se Doktor snaží rozluštit záhadu „The Impossible Girl“ (Nemožné dívky). Rozluští ji v „The Name of the Doctor“ (Doktorovo jméno), kde Velká Inteligence vstoupí do Doktorovy časové linie a chce Doktorovi zničit každý moment jeho života. Clara vstoupí i přes Doktorovy protesty za ním, aby mu zabránila v jeho úmyslu. Tím je její osobnosti rozptýlena napříč Doktorovým životem. Doktor se vydá do své vlastní časové linie ji zachránit a Clara se stává svědkem odhalení další inkarnace Doktora (John Hurt), který porušil slib symbolizovaný jménem „Doktor“ během Časové války a Doktor tak tuto část svého života tajil.

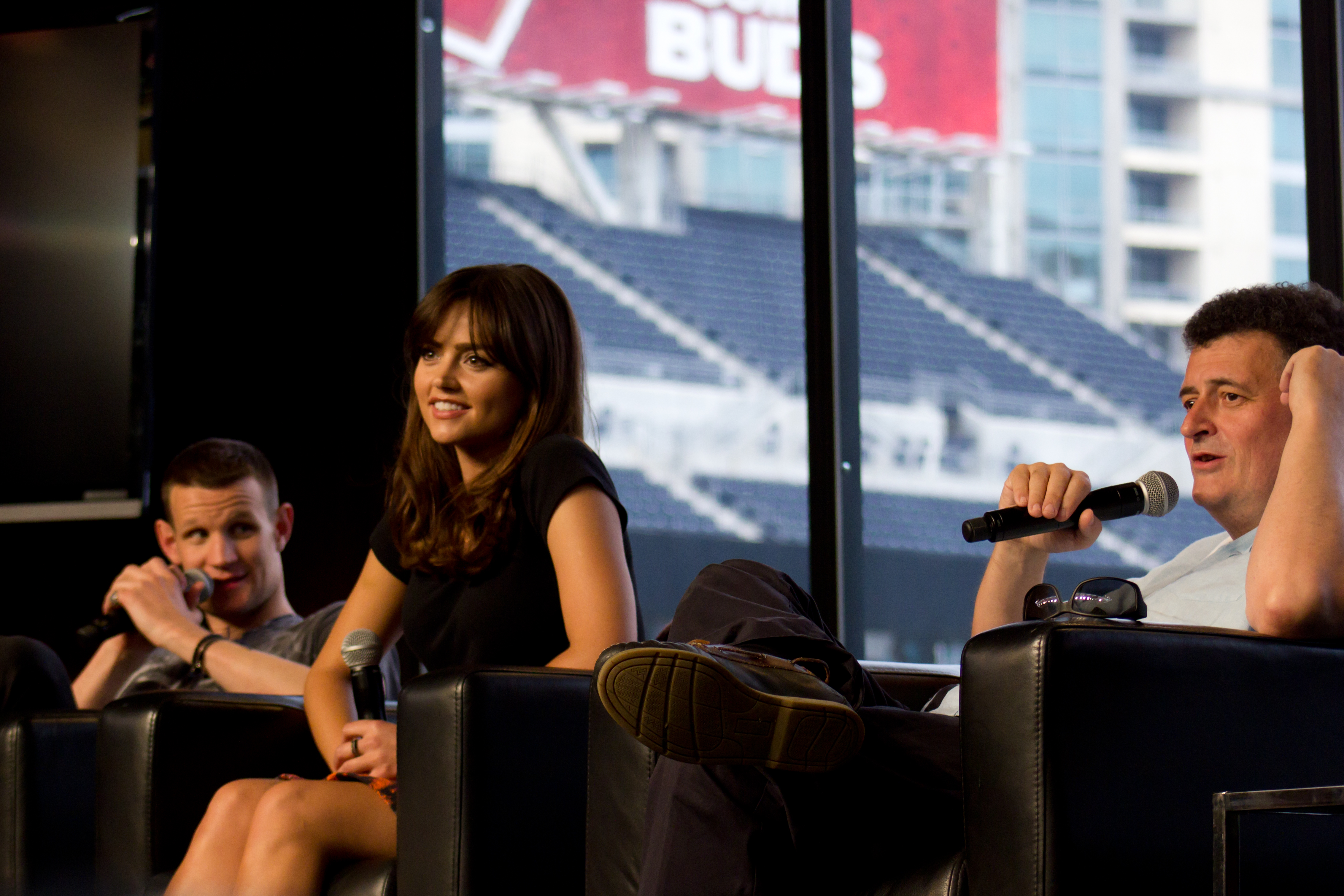
Jenna Coleman (Clara Oswaldová), nalevo Matt Smith

### Speciály k padesátému výročí existence seriálu
V roce 2013 vyšly pouze dvě epizody, „The Day of the Doctor“ (Den Doktora) a „The Time of the Doctor“ (Doktorův čas). Česká televize ovšem práva na tyto epizody již neodkoupila a tak sedmá série je prozatím poslední série Doctora Who s českým dabingem (stav v roce 2016).
V „The Day of the Doctor“ Doktor potkává své dvě předešlé inkarnace – tu, která bojovala v Časové válce (John Hurt) a Desátého Doktora (David Tennant). Desátý i Jedenáctý Doktor si uvědomí, že „Válečný“ Doktor neměl na výběr, když během Časové války vyhladil jak Daleky, tak Pány Času. Oba se ho rozhodnou v té těžké chvíli podpořit a zjišťují, že jméno „Doktor“ si tato inkarnace zaslouží stejně jako oni. Když už se chystají zničit všechny Pány Času i Daleky, napadne je řešení. „Zmrazí“ Gallifrey v čase a přenesou ji do kapesního vesmíru, tak, aby to vypadalo, že ji zničili. Jedině Jedenáctý Doktor si však tyto události pamatuje a v muzeu s obrazem z Gallifrey a kurátor mu prozradí, že uspěl. Kurátora hraje Tom Baker, představitel Čtvrtého Doktora.
V epizodě „The Time of the Doctor“ Doktor dekóduje zprávu, která je nejstarší otázkou ve vesmíru (Doktor kdo?) a zjišťuje, že potvrzení jeho jména by umožnilo Pánům Času vrátit se. Signál přiláká spoustu jeho nepřátel, kteří chtějí zabránit Gallifrey v návratu. Chtějí zničit Trenzalore, aby zabránili další Časové válce. Poté, co se pokusí poslat Claru zpět do jejího časového období, celá staletí planetu ochraňuje před útoky. Každý Pán Času má k dispozici pouze 12 regenerací a Doktorovi již žádná nezbývá. Clara se vrátí na sklonku Doktorova života a přesvědčí Pány Času, aby věnovali Doktorovi další regenerační cyklus. Doktor na konci epizody regeneruje a mění se v Dvanáctého Doktora (Peter Capaldi).
Jedenáctý Doktor se naposledy objeví hned v další epizodě, první v osmé sérii, kde zavolá Claře z Trenzalore do budoucnosti a uklidňuje ji, aby se nebála jeho nového vzhledu a chování, protože pod tím vším je pořád on.

## Kritika a hodnocení
Smithova verze Doktora byla vesměs hodnocena pozitivně. Podle žebříčku whatculture.com je Jedenáctý Doktor druhým nejlepším Doktorem všech dob, hned po Čtvrtém Doktorovi, kterého ztvárnil Tom Baker. Je popisován jako někdo, kdo přišel v těžké pozici – po Davidu Tennantovi, který byl nominován na nejlepšího Doktora a do Smitha tak nebyly vkládány velké naděje. Kyle Anderson z Nerdist News napsala: „Nevím, jak to máte vy, ale Jedenáctý Doktor je můj Doktor.“ Obdobně o něm mluví i Dan Martin z The Guardian, který ho označil za „ultimátního Doktora“.

## TARDIS
Během regenerace z Desátého na Jedenáctého Doktora začne TARDIS hořet a v první epizodě páté série, „The Eleventh Hour“ (Jedenáctá hodina), se změní celý její interiér. Podle hodnocení webu whatculture.com je tento design TARDIS na osmém místě z celkových jedenácti, je hodnocený jako příliš velký a ovládací panel byl hodnocen jako něco, co byste našli spíš na dětském hřišti než v kosmické lodi. Tento design byl ale nahrazen v epizodě „The Snowmen“ (Sněhuláci) bez jakéhokoli vysvětlení změny a k této změně se web vyjadřuje vesměs pouze pozitivně, umisťuje tento design na první místo.